# Apocyclops dengizicus
Apocyclops dengizicus är en kräftdjursart som först beskrevs av Lepeshkin 1900.  Apocyclops dengizicus ingår i släktet Apocyclops och familjen Cyclopidae. Inga underarter finns listade i Catalogue of Life.